# Allen Carr
Allen Carr (Londra, 2 settembre 1934 – Malaga, 29 novembre 2006) è stato un saggista britannico.

## Biografia
Allen Carr fu autore di molti saggi e guide su come smettere di fumare, perdere peso, liberarsi dall'alcool, partendo spesso da esperienze personali.
Il suo primo libro si intitola È facile smettere di fumare se sai come farlo (The Easyway to stop smoking), in cui descrive appunto il metodo Easyway da lui inventato per smettere di fumare.
È deceduto per un tumore polmonare.

## Il metodo antitabagismo
Il padre morì di cancro ai polmoni a causa del fumo a meno di 45 anni. Egli stesso fu un forte tabagista per 33 anni, dal 1950 al 1983, soprattutto durante la leva militare a 18 anni, arrivando a fumare, asserì, «cento sigarette al giorno e comunque mai meno di sessanta».
I tentativi di smettere furono pochi e vani. Il 15 luglio del 1983 riuscì a smettere di fumare «con la sola forza della ragione» asserendo di essere anche riuscito a non sentirne più il bisogno. Abbandonò presto la carriera di commercialista per dedicarsi alla promozione del suo metodo contro la dipendenza dalla nicotina. Stando alle sue dichiarazioni, il metodo, fondato sul "pensiero positivo", sarebbe applicabile a qualsiasi dipendenza, a patto di seguire alla lettera le istruzioni. Aprì 70 centri specializzati in trenta Paesi.
Il 29 novembre 2006 morì nella sua casa di Malaga per un tumore del polmone.
Al contrario di altri metodi, basati sullo sviluppo della consapevolezza dei danni alla salute o della deprecabilità sociale del tabagismo, il metodo Easyway, che prevede la perseveranza nel fumo fino alla fine della terapia e non prevede l'uso di farmaci o TSN (terapie sostitutive della nicotina) come cerotti, gomme etc., si basa sul contrasto ai meccanismi psicologici del desiderio di fumare e utilizza anche tecniche mutuate dalla psicologia cognitiva. Il metodo è pubblicizzato come in grado di sconfiggere la dipendenza senza crisi di astinenza e rischio di ingrassare.

### Tradotti in italiano
- È facile smettere di fumare se sai come farlo (2004)
- È facile controllare l'alcol se sai come farlo (2007)
- È facile controllare il peso se sai come farlo (2008)
- È facile smettere di fumare se sai come farlo per le donne (2009)
- Ti illustriamo come è facile smettere di fumare se sai come farlo (2009)
- Il piccolo libro per smettere di fumare (2009)
- È facile smettere di fumare se sai come farlo. Versione audio integrale con 6 CD (2010)
- È facile smettere di preoccuparsi se sai come farlo (2011)
- Mai più doposbornia, è facile se sai come farlo (2011)
- È facile controllare il peso se sai come farlo illustrato (2011)

### In lingua inglese
- The Only Way to Stop Smoking (1995)
- The Little Book of Quitting (1999)
- How to Stop Your Child Smoking (1999)
- Allen Carr's Easy Way for Women to Stop Smoking (2002)
- Allen Carr's Easy Way to Control Alcohol (2002)
- The Easy Way to Stop Smoking (2002)
- Allen Carr's Easy way to Be Successful (2003)
- Allen Carr's Easyweigh to Lose Weight (2004)
- The Easyway to Enjoy Flying (2004)
- Packing It in the Easy Way (2005)
- Allen Carr's No More Hangovers (2005)
- Allen Carr's How to Be a Happy Non-smoker (2005)
- Allen Carr's Easy Way to Stop Smoking (2006)
- Allen Carr's No More Worrying (2006)
- Allen Carr's No More Diets (2006)
- Scandal (2006)